# Бан (Мајен)
Бан (фр. Bannes) насеље је и општина у западној Француској у региону Лоара, у департману Мајен која припада префектури Лавал.
По подацима из 2011. године у општини је живело 133 становника, а густина насељености је износила 15,99 становника/km². Општина се простире на површини од 8,32 km². Налази се на средњој надморској висини од 80 метара (максималној 102 m, а минималној 58 m).

## Демографија
| 1962. | 1968. | 1975. | 1982. | 1990. | 1999. | 2011. |
| ----- | ----- | ----- | ----- | ----- | ----- | ----- |
| 165   | 185   | 164   | 142   | 131   | 118   | 133   |

График промене броја становника у току последњих година